# МетаМед
МетаМед (англ. MetaMed) — бывшая медицинская консалтинговая фирма, стремившаяся предоставлять персонализированные медицинские услуги и исследования высокого уровня.
Была основана в 2012 Майклом Вассаром (англ. Michael Vassar) (президентом Machine Intelligence Research Institute), Яааном Таллинном (эст. Jaan Tallinn) (соучредителем Skype и Kazaa), и Цви Мовшовицем (англ. Zvi Mowshowitz).
Запуск фирмы финансировал инвестор Силиконовой Долины Питер Тиль. МетаМед заявляет, что ее исследователи были привлечены из лучших университетов, а также известных технологических компаний, таких как Google.

## Концепция
Вассар основал МетаМед, чтобы применять принципы рациональности в медицине, приняв за основу идеи Элиезера Юдковского. Майкл Вассар объясняет, что МетаМед была разработана и создана как альтернатива типичному здравоохранению, обеспечивая более высокое качество исследований.
Мы можем спасти много, много много жизней. Но это сигнал — это «Эй! Работа разума!» — это имеет значение. И это на самом деле не о медицине.

## Услуги

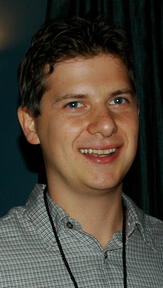
Основатель Майкл Вассар

Исследователи компании собрали подробную медицинскую информацию о каждом клиенте, используя это в качестве основы для создания персонализированных отчетов о научно-исследовательской работе при различных условиях (или, в некоторых случаях, в целях улучшения результатов клиента).
Они также оценивали ожидаемое значение различных тестов и создавали карты корреляций между возможными заболеваниями. Одна из целей компании состояла в том, чтобы помочь врачам с совершенствованием искусственного интеллекта и данными от информационных экспертов.
Персонализированные медицинские исследовательские услуги МетаМед были предназначены для рынка консьерж-медицины с ценами в пределах от нескольких тысяч долларов до сотен тысяч.

## Прекращение деятельности
К 2015 МетаМед прекратила свое существование, что по мнению Таллина было связано с трудностями получения результатов исследований и ограниченным интересом со стороны потребителей.